# Орлов, Владимир Игоревич
Владимир Игоревич Орлов (10 марта 1964, Петровск, Саратовская область — 5 декабря 2021, Москва) — российский историк литературы, редактор, издатель.

## Биография
Родился 10 марта 1964 года в Петровске Саратовской области.
Экономист по образованию. В 1993 году переехал из Тольятти в Москву. Создатель и куратор проекта «Культурный слой», в рамках которого издавались тексты неподцензурной русской поэзии XX века (Леонид Виноградов, Евгений Герф, Павел Громов, Владимир Ковенацкий, Евгений Кропивницкий, Анатолий Маковский, Сергей Морозов, Юрий Одарченко, Юрий Смирнов, Даниил Соложев, Николай Стефанович, Евгений Хорват, Сергей Чудаков и др.); в ряде случаев В. И. Орлов был также составителем, редактором, комментатором издаваемых книг.
Выступал с публикациями литературного наследия в толстых журналах.
За материал о Сергее Чудакове («<…> Хотя однозначно ответить на вопрос, чем же интересен Чудаков, вряд ли возможно; разве что попытаться… Этой попыткой и является составленное мной коллективное воспоминание о нём») был удостоен премии журнала «Знамя» за 2014 год. За подготовку к публикации стихов Николая Шатрова и дневников Нины Бялосинской награждён премией «Знамени» за 2018 год (премия филологического сообщества).
Один из составителей, совместно с Иваном Ахметьевым, Германом Лукомниковым и Андреем Урицким, двухтомной антологии «Русские стихи. 1950—2000», вышедшей в 2010 году; в настоящее время в интернете публикуется расширенная версия антологии (в её создании участвует также Георгий Квантришвили).
Кроме того, Орлов переиздал в Москве первый том «Антологии новейшей русской поэзии у Голубой Лагуны» Кузьминского — Ковалёва.
Умер 5 декабря 2021 года в Москве от COVID-19. Похоронен на Орловском кладбище.

## Труды
- Евгений Кропивницкий. Избранное: 736 стихотворений + другие материалы / <сост. и коммент.: И. А. Ахметьев, подгот. текста: И. А. Ахметьев и В. И. Орлов, предисл. Ю. Б. Орлицкого, корректор Г. Г. Лукомников>. — М.: Культурный слой, 2004. — 671 с. — ISBN 5-98583-002-0.
- Евгений Хорват. Раскатанный слепок лица: стихи, проза, письма / <сост. и коммент.: И. А. Ахметьев, В. И. Орлов; оформление: Е. Пряхина, В. Орлов, при участии изд-ва «Виртуальная галерея»>. — М.: Культурный слой [Издатель В. И. Орлов], 2005. — 496 с. — ISBN 5-98583-004-7.
- Николай Стефанович. Стихотворения и поэмы / <Сост. и комм. Н. С. Лосев и В. И. Орлов>. — М.: Летний сад, 2012. — 456 с. — (Культурный слой). — ISBN 978-5-98856-154-5. ISBN 5988561543.
- Сергей Чудаков. Справка по личному делу / <Сост. и комм. И. Ахметьев, В. Орлов>. — М.: Культурная революция, 2014. — ISBN 978-5-902764-50-2.
- Александр Гинзбург: русский роман / Автор-составитель Владимир Орлов; вступительная статья А. Ю. Даниэля. — М.: Русский путь, 2017. — 792 с. — ISBN 978-5-85887-489-8.

- Список публикаций В. И. Орлова в журналах. Составлен И. А. Ахметьевым. (Также включены одна публикация в коллективной монографии — фестшрифте и одно интервью интернет-изданию.)